# Средец (област Смолян)
Вижте пояснителната страница за други значения на Средец.
Средец е село в Южна България. То се намира в община Неделино, област Смолян.

## География
Село Средец се намира в планински район. Средец е най-голямото село в Неделинска община. То се намира в подножието на най-високия връх в Източните Родопи Алада, който е висок 1241 метра, от който се вижда Бяло море.

## История
Средец се намира в полите на първенеца в източните родопи връх „Алада“, който е висок 1241, и от който се вижда Бяло море. То е второто по големина селище в Неделинска община. То е разположено между два потока, които се съединяват в края на селото и дават началото на Тикалска река. Старото име на Средец е „Капенек“. Също така в миналото е било известно и с наименованието „Тикла“. Първоначалните заселници са се установили в местността „Селището“, която се намира на 2 километра северозападно от сегашното положение на селото.

## Редовни събития
В село Средец се провежда събор на 24 май.

## Други
Нос Средец на остров Смит в Антарктика е наименуван на селото.